# 莫斯河 (格隆河支流)
47°52′56.73″N 11°59′48.91″E / 47.8824250°N 11.9969194°E

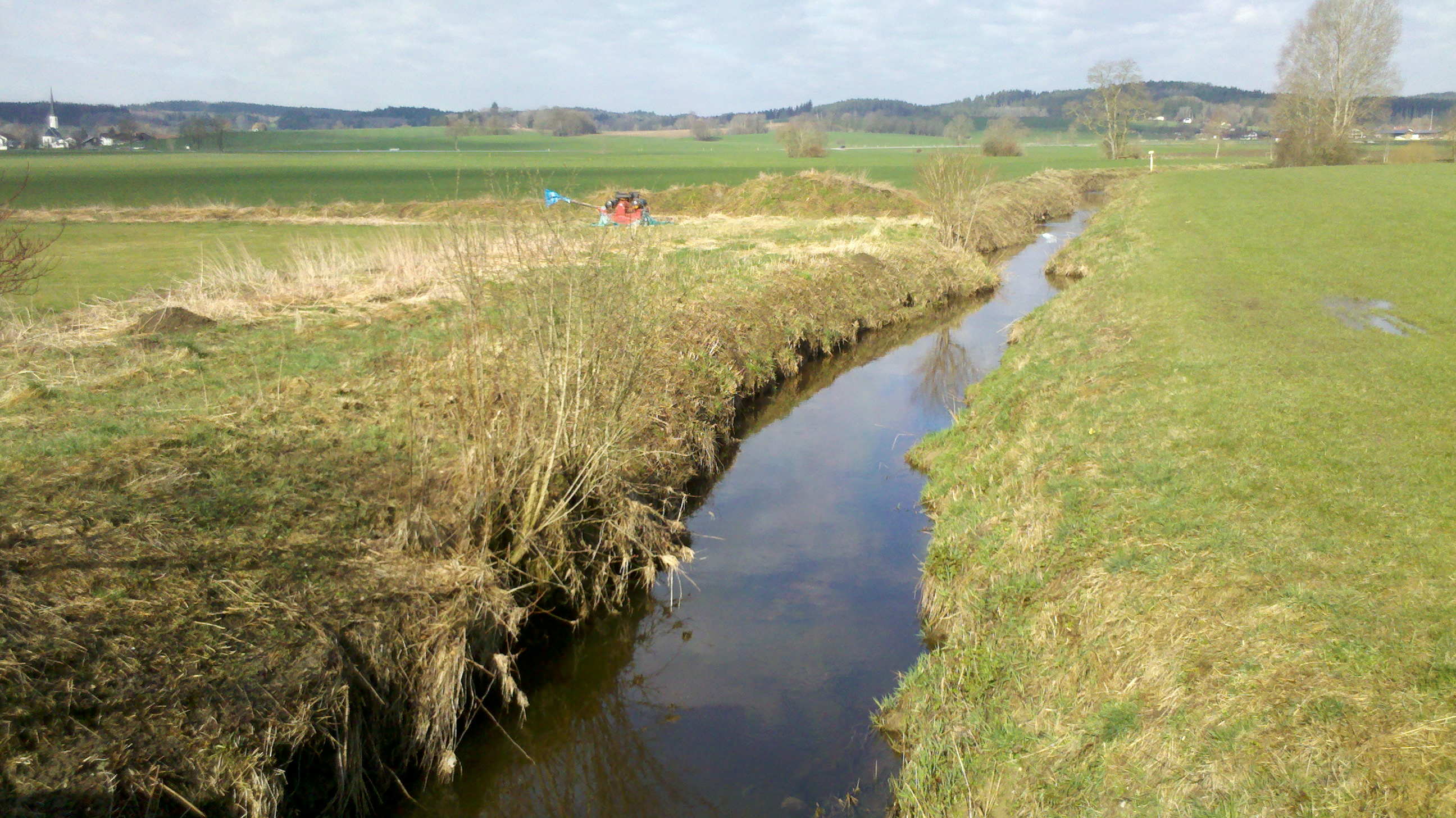

莫斯河（英語：Moosbach）是德國的河流，位於該國東南部，由巴伐利亞負責管轄，屬於格隆河的右支流，河道全長11.7公里，流域面積26.1平方公里。